# Гольтяков, Николай Иванович
Николай Иванович Гольтяков (1815—1910) — оружейный мастер и конструктор, владелец небольшой фабрики в Туле, занимавшейся производством охотничьего и боевого оружия, а также самоваров, «наиболее видный оружейник Тулы».

## Биография
Учился в церковно-приходской школе, позднее учился ремеслу оружейника на Тульском оружейном заводе. С 1836 — мастер замочного цеха завода, в 1840 году открыл собственную оружейную мастерскую по производству охотничьих ружей, тогда же, в начале 1840-х, направлялся на Сестрорецкий оружейный завод для обучения и участия в изготовлении штуцера системы Эртелу. В 1852 году получил звание оружейного мастера «Их Императорских Высочеств Вел. Князей Николая и Михаила Николаевичей» с правом ставить на своих изделиях императорский герб. В 1862 году был награждён за свою работу на заводе серебряной медалью на владимирской ленте, а в 1864, за оружие, изготовленное для великих князей, — золотыми часами. После 1864 года перешёл в купеческое сословие, став купцом второй гильдии. В 1860-х годах сконструировал капсюльный револьвер, начав с 1866 года его изготовление и продажу офицерам русской армии. В 1868 году Гольтяков получил привилегию на изготовление револьверов и пистолетов для армии от Департамента торговли и мануфактур, с правом продажи по всей России. В 1873 году стал поставщиком двора греческого короля Георга I.
У Гольтякова было двое сыновей, пошедших по стопам отца, — Николай и Павел.

## Фабрика
Мастерская охотничьего оружия была открыта Гольтяковым в 1840 году. В 1852 в ней работало 13 рабочих, в 1869 — 1 мастер и 8 подмастерьев, в 1879 — 29 рабочих. К 1886 количество рабочих выросло до 87 человек, плюс 25 учеников, к 1897 имелось только 21 рабочий, включая 5 работавших на стороне, паровых машин не было. Объёмы производства (по известным данным, возможно неполным) были следующими:
- 1869 — произведено 70 револьверов по 15,5 рублей и 40 тысяч патронов на сумму 8200 руб.
- 1871 — Гольтяков обязался изготовить для Тульского оружейного завода 500 револьверов системы Кольта по 13 рублей за штуку и ещё 500 системы Лефоше по 17 рублей за штуку.
- 1877 — заключен контракт с артиллерийской частью Петербургского порта на поставку морскому ведомству 5000 револьверов.
- 1879 — по данным на эту дату, в год фабрика выпускала 1000 револьверов общей стоимостью 18 тысяч рублей.
- 1897 — годовой выпуск продукции на 9000 тысяч рублей[5].

## Участие в выставках
- 1853 — в Москве, экспонировались охотничьи ружья
- 1872 — Московская политехническая выставка, экспонировалась целевая капсюльная винтовка, получившая диплом, винтовка хранится в Гатчинском арсенале.
- 1882 — Промышленно-художественная выставка, экспонировались охотничьи ружья и револьверы, Гольтяковым получена серебряная медаль.
- 1886 — выставка Императорского Русского Технического Общества, экспонировались: двуствольное казнозарядное ружье конструкции Гольтякова (ценой 1500 рублей), и такой же конструкции двуствольный пистолет, два ружья центрального боя с дамасскими стволами по 500 и 400 рублей, капсюльное ружье с дамасским стволом ценой 300 рублей, два капсюльных ружья со стальными стволами за 23 рубля 50 копеек и 21 рубль 25 копеек.
- 1900 — Всемирная выставка в Париже, экспонировались охотничьи ружья и два разборных самовара[5].

## Изделия фабрики Гольтякова в музеях
- Государственный исторический музей:
  - шестизарядный капсюльный револьвер конструкции Гольтякова.
  - шестизарядный капсюльный револьвер, копия револьвера Кольта образца 1851 года.
- Эрмитаж:
  - револьверная винтовка (подарок от Гольтякова Александру II в 1880 году).
  - пара револьверов конструкции Гольтякова (подарок от Гольтякова Александру II в 1880 году).
  - капсюльный револьвер.
- Тульский музей оружия:
  - двухствольное казнозарядное ружье конструкции Гольтякова, около 1882 года.
  - двухствольный пистолет конструкции Гольтякова, около 1882 года.
- Гатчинский арсенал:
  - целевая винтовка с капсюльным замком, изготовленная для Александра II, демонстрировалась на Московской политехнической выставке 1872 года.
- Пермский областной музей:
  - револьвер Галана с надписью на стволе: «Тульская фабрика Н. И. Гольтякова. 1879. Зав. № 780».